# التعليم الأهلي في عنيزة
التعليم الأهلي في عنيزة، كانت عنيزة أسبق المدن النجدية في دخول التعليم الحديث إليها (التعليم الأهلي) حيث قام بعض الأفراد بافتتاح المدارس والعناية بها وذلك قبل ظهور التعليم النظامي (الحكومي) في عهد الملك عبدالعزيز.

## مدرسة الأستاذ صالح بن عبد الله القرزعي
هي إحدى المدارس الأهلية في عنيزة أسسها الأستاذ صالح بن عبد الله القرزعي، وسميت بذلك نسبة إليه، وتعتبر المدرسة أرقى من الكتاتيب

### مؤسس المدرسة
هو صالح بن عبد الله القرزعي المولود في عنيزة عام 1308هـ/1890م، تلقى تعليمه الأولي فيها، ثم رافق والده وأخيه عبد الرحمن إلى الزبير في العراق والتحق بمدرسة الشنقيطي وتلقى قسطًا وافرًا من العلوم الشرعية والعربية وبرع في قراءة القرآن الكريم وتجويده إلى جانب الخط والإملاء والحساب. وبعد عودته إلى عنيزة افتتح مع أخيه عبد الرحمن في عام 1340هـ/1921م المدرسة والتي التحق بها أكثر أبناء عنيزة وأعيانها.

### مواد الدراسة
- العلوم الشرعية.
- العلوم العربية.
- الخط.
- الحساب.

### الانفاق المادي على المدرسة
- الرسوم الدراسية وقدرها ريال واحد للشهر الواحد عن كل طالب.
- المنح التي يقدمها أولياء أمور الطلاب المقتدرين وقت جداد النخل وحصاد الزرع من تمر وبر.
- ما يقدمه أهلي الطلاب المتقنين للقرآن الكريم من نقود.

### مصير المدرسة
بعد وفاة مؤسس المدرسة ( صالح القرزعي) سنة 1349هـ، قام أخوه عبد الرحمن على أمر المدرسة ولكنه ما لبث أن توفي بعد أخيه بعامين، وبذلك طويت صفحة المدرسة عام 1351هـ/1932م.

## مدرسة الأستاذ صالح بن ناصر بن صالح

### مؤسسها
هو الأستاذ صالح بن ناصر بن صالح المولود في عنيزة عام 1327هـ وقيل 1322هـ. سافر الأستاذ صالح لطلب العلم، فقصد الكويت والتحق بالمدرسة المباركية قرابة ثلاث سنوات، وسافر إلى الزبير والتحق بمدرسة النجاة الأهلية وتعلم فيها: العلوم الشرعية والعربية واللغة الإنجليزية والجغرافيا والتاريخ والهندسة والحساب، وقد أتم في مدرسة النجاة المرحلة العالية وهي المرحلة الثانوية. وبعد ذلك زاول التدريس في دبي والبحرين لمدة عامين تقريبًا ثم عاد إلى عنيزة عام 1347هـ/1928م وقرر إنشاء مدرسة فيها تشابه مدرسة النجاة في جمعها بين تدريس العلوم الشرعية والعربية إلى جانب العلوم الحديثة، وبالفعل وجد تشجيعًا من بعض وجهاء البلد، وتم فتح المدرسة في بداية عام 1348هـ.

### مميزات المدرسة
اعتبر بعض الباحثين أن مدرسة الأستاذ صالح أول مدرسة حديثة تستحق هذا الوصف حينذاك من ناحية الشكل والمضمون ليس في عنيزة فقط وإنما في منطقة نجد بأكملها؛ وذلك لما تتميز به من مميزات، أهمها:
- كانت المدرسة تتألف من فصول عدة، وبدأت الدراسة فيها بمرحلتين: مرحلة المبتدئين وتولى تدريسهم أخو مؤسس المدرسة (عبد المحسن بن صالح)، ومرحلة المتقدمين ويدرسهم مؤسس المدرسة الأستاذ صالح، ثم تزايدت المراحل الدراسية.
- تنوع مواد المدرسة التعليمية وهيك العلوم الشرعية والعربية، والهندسة، والرياضيات، والعلوم الصحية والطبيعية، والجغرافيا، والتاريخ، والتجويد والإملاء، والخط بأنواعه( النسخ، الرقعة، الثلث).
- كانت بداية اليوم الدراسي منذ طلوع الشمس، ويبدأ الطلاب بالاصطفاف في الطابور، كما قاموا بمزاولة بعض التمارين اتلرياضية، وترديد بعض الأناشيد الحماسية والوطنية، ثم يتوجهون إلى فصولهم لتلقي الدروس حنى وقت الضحى ومن ثم ينصرفوا إلى منازلهم لتناول وجبة الغداء ثم يعودون لإكمال الدراسة حتى دخول وقت صلاة العصر ومع الأذان ينتهي اليوم الدراسي، وربما كان هناك بعد صلاة العصر دروس تقوية للطلاب المتأخرين.
- حرص مؤسس المدرسة على إقامة الاحتفالات الثقافية كنوع من الاهتمام بالنشاط الثقافي غير المنهجي، وقد أقيم بعض من تلك الاحتفالات على شرف الملك عبد العزيز آل سعود نفسه عند تواجده في عنيزة.
- افتتاح صفوف ليلية على يد مؤسس المدرسة وذلك لمحو الأمية عند كبار السن، ويعتبر ما قام به الأستاذ أول محاولة في مجال محو الأمية للكبار في نجد.
- عدم اعتماد طريقة التدريس على الحفظ والتلقين بل اهتمت بالفهم أولاً.
- كان مؤسس المدرسة يتابع الطلاب ويتفقد الغائبين والمتخلفين ويناقش ذلك مع أولياء أمورهم.
- شهدت المدرسة إقبالاً كثيفًا من طلاب مدن القصيم الأخرى مثل: الرس، وبريدة، والبدائع والبكيرية، والمذنب على الرغم من أن المدرسة كانت تأخذ رسوم مالية عن كل طالب بمقدار ريالين للشهر الواحد.
- خرّجت المدرسة أجيالاً ساهمت بالخدمة في الدواوين الحكومية وسدت فراغًا كبيرًا في وقت كان فيه المتعلمون والمثقفون قلة قليلة.[4]

### مصير المدرسة
استمرت المدرسة في أداء رسالتها منذ إنشائها حتى تم تحويلها إلى مدرسة حكومية عام 1356هـ، وبقي الأستاذ صالح بن صالح مديرًا لها، وسميت بالمدرسة الأميرية السعودية.

## وصلات خارجية
- تاريخ التعليم بعنيزة
- المعلم صالح القرزعي
- المربي صالح الصالح